# Jacques Zoua
Jacques Zoua Daogari (* 6. September 1991 in Garoua) ist ein kamerunischer Fußballspieler.

## Karriere

### Vereine
Zoua durchlief ab 2005 die Jugendmannschaften seines Heimatvereins Cotonsport Garoua. 2008 wurde er dort in die erste Mannschaft aufgenommen.
Im Jahre 2009 wurde er vom Schweizer Erstligisten FC Basel verpflichtet, für den er vorerst für ein Jahr in der Jugendmannschaft spielte. Sein Debüt in der ersten Mannschaft gab er mit 19 Jahren am 20. November 2009 als Einwechselspieler in der Achtelfinal-Begegnung im Schweizer Cup gegen den Rivalen FC Zürich. Das erste Mal in der Startaufstellung stand er am 15. März 2010 im Auswärtsmeisterschaftsspiel gegen den FC Luzern. Sein erstes Tor in einem Ernstkampf erzielte er am 24. März 2010 zum 4:1-Endresultat, wiederum gegen den FC Zürich. Am Ende der Saison 2009/10 gewann Zoua mit dem FC Basel das Double, ein Jahr später erneut die Schweizer Meisterschaft und 2011/12 wieder das Double.
Am Ende der Saison 2012/13 wurde Zoua mit dem FC Basel zum vierten Mal in Folge Schweizer Meister und stand im Finale des Schweizer Cup, das sie im Penaltyschießen verloren. In der UEFA Europa League 2012/13 rückte er mit dem FC Basel bis ins Halbfinale vor und trat dort gegen den damaligen Champions-League-Sieger FC Chelsea an. Basel verlor sowohl das Heim- als auch das Auswärtsspiel und schied mit dem Gesamtergebnis von 2:5 aus. In einer Saison mit 76 Spielen hatte Zoua insgesamt 53 Einsätze, davon 24 in der Super League, vier im Cup und 15 Einsätze in der Champions- und Europa League und zehn in Testspielen. Er erzielte dabei 14 Tore.
Zur Saison 2013/14 wechselte Zoua zum Hamburger SV, bei dem sein ehemaliger Trainer Thorsten Fink tätig war. Er unterschrieb einen bis zum 30. Juni 2016 gültigen Vertrag. Seine ersten Treffer erzielte Zoua beim 4:0-Sieg gegen den SV Schott Jena in der ersten Runde des DFB-Pokal. Eine Woche später lief Zoua beim 3:3-Unentschieden gegen den FC Schalke 04 am ersten Spieltag erstmals in der Bundesliga auf. Sein erstes Bundesligator erzielte er am 31. August 2013 beim 4:0-Heimsieg gegen Eintracht Braunschweig zum zwischenzeitlichen 2:0. Seinen zweiten Treffer in der Bundesliga erzielte er am 30. März 2014 bei der 1:3-Niederlage seiner Mannschaft bei Borussia Mönchengladbach zum 1:0.
Ende August 2014 wechselte Zoua bis zum Ende der Saison 2014/15 auf Leihbasis in die türkische Süper Lig zu Kayseri Erciyesspor. In der Türkei entwickelte sich Zoua zum Stammspieler. Er stand in 20 seiner 23 Ligaeinsätze in der Startelf und erzielte dabei acht Tore, darunter zwei Tore in seinem zweiten Spiel gegen Gaziantepspor.
Im Sommer 2015 kehrte Zoua zunächst zum HSV zurück und stieg in die Saisonvorbereitung ein. Anfang August 2015 wurde er schließlich in die Ligue 1 zum Aufsteiger Gazélec FC Ajaccio transferiert, bei dem er einen Zweijahresvertrag bis zum 30. Juni 2017 mit einer Option auf ein weiteres Jahr erhielt. Sein erstes Spiel für Ajaccio absolvierte Zoua am 16. August 2015 bei der 0:2-Auswärtsniederlage gegen Paris Saint-Germain.
Zu Beginn der Saison 2016/17 wechselte er zum 1. FC Kaiserslautern. Am 29. August 2016 gab er beim 1:1 am zweiten Spieltag im Heimspiel gegen Fortuna Düsseldorf sein Debüt für die Pfälzer. Am 21. September 2016 erzielte er beim 3:0-Sieg am sechsten Spieltag im Heimspiel gegen Dynamo Dresden seine ersten zwei Tore für den FCK. Zoua kam zu 21 Einsätzen in der 2. Bundesliga, in denen ihm sechs Tore gelangen. Im August 2017 verließ er den 1. FC Kaiserslautern und löste seinen Vertrag auf.
Am 10. Oktober 2017 wechselte Zoua zum belgischen Zweitligisten KFCO Beerschot Wilrijk. Ein Jahr später schloss er sich dem rumänischen Klub Astra Giurgiu an und 2019 ging er zum FC Viitorul Constanța. Seit dem Sommer 2020 steht er wieder in seiner Heimat Kamerun beim unterklassigen Verein AS Futuro Mfou unter Vertrag.

### Nationalmannschaft
Zoua spielte für die U-20-Nationalmannschaft von Kamerun. Er war Finalist an der Afrika-Jugendmeisterschaft 2009 in Ruanda, bei der er drei Tore erzielte, und nahm an der U-20-Fußball-Weltmeisterschaft 2009 in Ägypten teil. Für die U-20-Fußball-Weltmeisterschaft 2011 in Kolumbien erhielt Zoua vom FC Basel keine Freigabe.
Für die Fußball-Weltmeisterschaft 2010 in Südafrika wurde er in den erweiterten Kader der kamerunischen Nationalmannschaft berufen, doch eine Oberschenkelverletzung zwang ihn zur Absage. Mit Kamerun gewann Zoua die Afrikameisterschaft 2017 in Gabun, er wurde dabei in fünf von sechs Spielen eingesetzt.

## Titel und Erfolge
Nationalmannschaft
- Fußball-Afrikameisterschaft: 2017

FC Basel
- Schweizer Meister: 2010, 2011, 2012 und 2013
- Schweizer Cupsieger: 2010 und 2012
- Uhrencupsieger: 2011